# Nowhere Special
Nowhere Special ist ein Filmdrama von Uberto Pasolini, das im September 2020 im Rahmen der Filmfestspiele von Venedig 2020 seine Weltpremiere feierte. Im Oktober 2020 wurde er beim Zurich Film Festival und beim Filmfest Hamburg gezeigt, wo die Schweizer beziehungsweise Deutschlandpremiere des Films erfolgte. Am 7. Oktober 2021 kam der Film in die deutschen Kinos.

## Handlung
Seit er von seiner Freundin sechs Monate nach der Geburt ihres gemeinsamen Sohnes verlassen wurde, hat der 34-jährige Fensterputzer John sein Leben völlig auf die Erziehung seines Sohnes ausgerichtet. Er kann ihm jedoch nur ein bescheidenes Leben in Belfast bieten.
Als John erfährt, dass er nur noch wenige Monate zu leben hat, versucht er, eine neue, perfekte Familie für den Vierjährigen Michael zu finden.

## Produktion

### Regie und Drehbuch
Regie führte Uberto Pasolini, der auch das Drehbuch schrieb. Der Film beruht auf einer wahren Begebenheit. Pasolini hatte den Film nach eigenen Aussagen machen wollen, nachdem er von einem todkranken Vater gelesen hatte, der vor seinem Tod versuchte, eine neue Familie für seinen Sohn zu finden. Als Pasolini Kontakt mit den Sozialarbeitern aufnahm, die in den Fall involviert waren, um Näheres in Erfahrung zu bringen, wurde ihm mitgeteilt, man könne ihm aus Datenschutzgründen nicht mehr als das sagen, was in dem Daily-Mail-Artikel zu lesen ist. So schrieb Pasolini das Drehbuch auf der Grundlage der spärlichen Informationen, die der Artikel hergab.
Obwohl die Situation, in der sich die Hauptfiguren befinden, äußerst dramatisch ist, habe er beim Schreiben des Drehbuchs die Entscheidung getroffen, die Geschichte auf sehr subtile, diskrete Weise anzugehen und sich so weit wie möglich von Melodram und Sentimentalismus fernzuhalten. Die größte Herausforderung habe darin bestanden, mit einem vierjährigen Kind zusammenzuarbeiten und eine glaubwürdige und bewegende Vater-Sohn-Beziehung aufzubauen.

### Besetzung
Der britische Schauspieler James Norton spielt Vater John, der Kinderdarsteller Daniel Lamont dessen Sohn Michael. Der Regisseur kannte Norton aus den Fernsehserien War and Peace und Happy Valley und erkannte in ihm einen Schauspieler, der sehr männlich und auf den ersten Blick sehr stark scheint, gleichzeitig aber in der Lage ist, emotionale Schmerzen zu vermitteln. Lamont fand er über ein Casting, an dem mehr als 100 Jungen teilnahmen.
Vor Beginn der Dreharbeiten besuchte Norton den kleinen Daniel immer wieder zu Hause und spielte mit ihm, so dass dieser sich darauf freute, ihn am Set zu sehen. Daraus habe sich ein sehr natürliches Spiel ergeben, so Peter Osteried: „Man hat nie das Gefühl, Schauspieler vor sich zu sehen.“

### Filmmusik und Veröffentlichung
Die Filmmusik komponierte Andrew Simon McAllister. Das Soundtrack-Album mit insgesamt neun Musikstücken wurde Anfang Juli 2021 von MovieScore Media als Download veröffentlicht.
Eine erste Vorstellung des Films erfolgte am 10. September 2020 bei den Filmfestspielen von Venedig 2020, wo er im Rahmen der Sektion Orizzonti gezeigt wurde. Ende September, Anfang Oktober 2020 wurde er beim Zurich Film Festival und beim Filmfest Hamburg gezeigt, hiernach bei der Filmkunstmesse Leipzig, im Oktober 2020 beim Internationalen Filmfestival Warschau und Ende Oktober 2020 beim Busan International Film Festival. Am 8. Mai 2021 kam er in die Schweizer Kinos und am 26. Juli 2021 in die Kinos im Vereinigten Königreich. Der Kinostart in Deutschland erfolgte am 7. Oktober 2021. Zuvor erfolgen im September 2021 Vorstellungen bei der Filmkunstmesse Leipzig und beim Nuremberg International Human Rights Film Festival. Anfang März 2022 wurde er beim Santa Barbara International Film Festival vorgestellt. Im Juni 2022 wurde er beim Nantucket Film Festival gezeigt. Am 26. April 2024 kam der Film in ausgewählte US-Kinos und startete dort in der darauffolgenden Woche landesweit.

## Rezeption

### Kritiken
Von den bei Rotten Tomatoes erfassten Kritiken sind bislang alle positiv bei einer durchschnittlichen Bewertung von 7,6 der möglichen 10 Punkte. Bei Metacritic erhielt der Film einen Metascore von 79 von 100 möglichen Punkten.

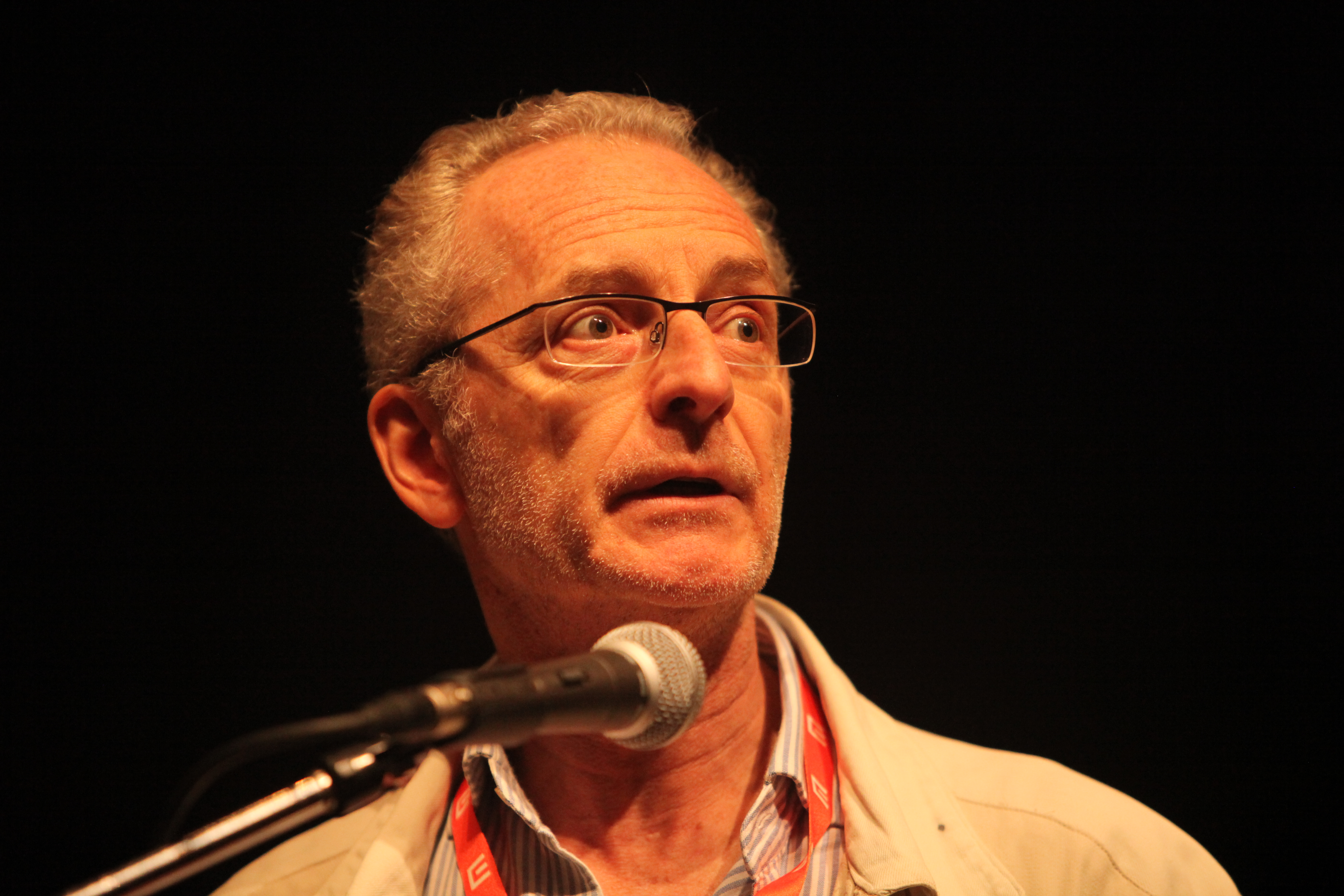
Regisseur und Drehbuchautor Uberto Pasolini

Cédric Succivalli schreibt in seiner Kritik, Uberto Pasolini trete in die Fußstapfen seiner Inspirationen Ozu Yasujirō und der Brüder Dardenne, indem er die herzzerreißende Geschichte ruhig und ohne stilistische Schnörkel spielen lässt, und Nowhere Special brauche diese auch nicht. Pasolini vertraue auf das Einfühlungsvermögen und die Geduld seines Publikums und verlasse sich ganz auf seine beiden Hauptdarsteller, um die tiefen Emotionen zu vermitteln. In James Norton habe er einen Vater gefunden, der sein Herz nicht versteckt. Die tiefe Traurigkeit in Nortons Augen sage dem Betrachter alles, was er über Johns inneres Durcheinander wissen muss. Der junge Daniel Lamont gebe eine ebenso natürliche Leistung ab. Manchmal wähle der Regisseur kluge Kamerawinkel, um den Zuschauer in Michaels Position zu versetzen.
Marta Bałaga vom Online-Kinomagazin Cineuropa schreibt, zwar zeige Pasolini im Film ein hartes Leben, voll Kampf und Schmerz, doch er finde in der Geschichte auch mehr, nämlich die Art von Freude, die einfach dadurch entsteht, dass Vater und Sohn zusammen sind, gehen und reden, selbst wenn diese schreckliche Frist bereits am bewölkten Horizont droht. Der Film mag klein und bescheiden sein, habe aber zum größten Teil sein Herz am rechten Platz.
Fionnuala Halligan von Screen Daily schreibt, wenn man fordere, Unterrepräsentierten im Kino eine Stimme zu geben, sei John einer von diesen: weiß, arm, ungebildet, allein und mit einer turbulenten Vergangenheit. Pasolini und sein Kameramann Marius Panduru hätten ein Auge für die Nebensächlichkeiten des Alltags und zeichneten eine angenehme visuelle Symmetrie von Orten und Anderem. So sei Michaels Kleidung neu, der Vater trage hingegen die ganze Zeit denselben Trainingsanzug, was deutlich werden lasse, wohin er seine Prioritäten verlagert hat.
Peter Osteried schreibt in seiner Funktion als Filmkorrespondent der Gilde deutscher Filmkunsttheater, Nowhere Special sei kein leichter Film, und vor allem Eltern werde er an die Nieren gehen, da er mit seiner authentischen Stimmung direkt ins Herz zielt. Auch wenn ein Film mit einer solchen Geschichte kein Happyend haben könne, sei er in seiner Erzählweise wahrhaftig, kombiniere die traurigen Momente mit den schönen und schaffe, was den besten Filmen gelingt, so Osteried: „Er gibt dem Zuschauer ein Verständnis nicht nur für Figuren, sondern für das Leben anderer Menschen. Und er führt vor Augen, wie kostbar jeder Moment ist.“
Von der Filmzeitschrift epd Film wurde Nowhere Special zum Film des Monats Oktober 2021 bestimmt. Im Urteil der Jury heißt es dort, die Prämisse klinge nach einer Konstruktion für sentimentale Effekte, doch Regisseur und Drehbuchautor Uberto Pasolini vermeide jeden Kitsch. James Norton in der Hauptrolle lasse den Zuschauer auf herzzerreißende Weise an den inneren Kämpfen des Vaters teilhaben und mache dabei einen fast vergessenen Typus wieder sichtbar, den Working-Class-Hero, den Arbeiter, der nicht bewundernd zu den Besserverdienenden aufblickt, wie zuletzt in den 1990er Jahren in Filmen wie Brassed Off und Ganz oder gar nicht zu sehen, womit Nowhere Special auch die Rückkehr eines starken Stücks britischer Filmgeschichte sei.

### Auszeichnungen (Auswahl)
Der Film befindet sich in einer Vorauswahl für den Europäischen Filmpreis 2021. Im Folgenden eine Auswahl weiterer Auszeichnungen und Nominierungen.
British Independent Film Awards 2021
- Nominierung als Bester Hauptdarsteller (James Norton)[27]

El Gouna Film Festival 2020
- Nominierung für den Golden Star im Spielfilmwettbewerb (Uberto Pasolini)[28]

Filmfestival von Pula 2021
- Auszeichnung als Bester Film mit der Golden Arena (Uberto Pasolini)
- Auszeichnung mit dem Publikumspreis im internationalen Wettbewerb (Uberto Pasolini)[29]

Internationales Filmfestival Warschau 2020
- Auszeichnung mit dem Publikumspreis (Uberto Pasolini)[30]

Internationales Filmfestival von Stockholm 2020
- Nominierung für den Impact Award (Uberto Pasolini)

Internationale Filmfestspiele von Venedig 2020
- Nominierung als Bester Film in der Sektion Orizzonti (Uberto Pasolini)

London Critics’ Circle Film Awards 2021
- Nominierung als Bester britischer Nachwuchsdarsteller (Daniel Lamont)[31]

Semana Internacional de Cine de Valladolid 2020
- Nominierung im offiziellen Wettbewerb
- Auszeichnung mit dem Publikumspreis (Uberto Pasolini)[32][33]

Kirchliches Filmfestival Recklinghausen 2021
- Ökumenischer Filmpreis